# Omphalotropis hieroglyphica
Omphalotropis hieroglyphica е вид коремоного от семейство Assimineidae. Видът е застрашен от изчезване.

## Разпространение
Разпространен е в Мавриций.